# مضخة سبرينغل

مضخة من هذا النوع قادرة على إنتاج فراغ عالي يكون فيه الضغط 1 ميجا باسكال.

مضخة سبرينغل (بالإنجليزية: Sprengel pump)‏ عبارة عن مضخة لتفريغ الهواء حيث تم استخدم قطرات من الزئبق التي تسقط عبر أنبوب شعري صغير التجويف لسحب الهواء من النظام الذي يسقط مع الزئبق أثناء تفريغ.